# 파레이어스 효과

모세관에서 적혈구는 혈관 중심쪽으로 더 집중되어 혈관 벽 근처에 적혈구가 없는 층이 상당히 많이 남는다. 파레이어스 효과는 평균 적혈구 속도가 평균 혈장 속도보다 높기 때문에 발생한다.

파레이어스 효과(Fåhræus effect, /fɑːˈreɪ.əs/)는 혈액이 흐르는 유리관의 직경이 감소함에 따라 인간 혈액 내 적혈구의 평균 농도가 감소하는 것이다. 즉, 직경이 500 마이크로미터 미만인 혈관에서는 모세혈관 직경이 감소함에 따라 적혈구용적률도 감소한다. 파레이어스 효과는 모세혈관 크기에 대한 혈액의 겉보기 점도 의존성을 설명하는 파레이어스-린드크비스트 효과에 확실히 영향을 미치지만 전자가 후자의 유일한 원인은 아니다.

## 같이 보기
- 무세포 주변층 모형
- 파레이어스-린드크비스트 효과(시그마 효과)
- 혈류 역학
- 혈류학(혈액유변학)
- 프랑크-스탈링 법칙
- 겉보기 점성도
- 적혈구 염주